# Kavari, Hosanagara
Kavari là một làng thuộc tehsil Hosanagara, huyện Shimoga, bang Karnataka, Ấn Độ.